# Mania
Mania was een Romeinse godin. Zij was de moeder of grootmoeder van de Larvae, oudtijds ook de moeder van de Lares, soms ook de moeder van de Manes genoemd.
Oorspronkelijk schijnt zij een personificatie van Moeder Aarde te zijn. In latere tijd werd zij een steeds voorkomende figuur in de Latijnse volkskomedie. Zij nam met de Lares deel aan de Compitalia en het schijnt dat zij oudtijds op dat feest met mensenoffers is vereerd. Doch in de eerste tijden van de Romeinse Republiek begon men krachtens een orakel van Apollo, dat beval in plaats van echte koppen te offeren, de bollen of koppen van papaver en knoflook te offeren, terwijl er poppen aan de deuren werden gehangen (maniae), die de plaats van de vroeger geofferde mensen vervingen.
Mania was dus een godin van de onderwereld, die men vreesde; zij was een spookachtige godin, die vooral indruk maakte op het gemoed van bakers en kindermeisjes en dergelijk slag van lieden. Deze trachtten door allerlei bijgelovige gebruiken haar boze invloed te weren. Nauw verwant, zo niet identisch met Mania, is Mana Genita, aan wie men een beschermende invloed bij de geboorte toeschreef. Haar offerde men honden.
Zoowel dit hondenoffer als de offers bij de Compitalia gebracht op de kruispunten, schijnen te wijzen op enige overeenkomst met de Griekse godin Hekate. In latere tijden waren maniae en maniolae lelijke maskers van gebakken deeg, waarmee bakers en minnen de kinderen bang maakten.